# Eurytoma sulcata
Eurytoma sulcata is een vliesvleugelig insect uit de familie Eurytomidae. De wetenschappelijke naam is voor het eerst geldig gepubliceerd in 1905 door Kieffer.